# Баришева Тетяна Семенівна
Тетяна Семенівна Баришева (31 грудня 1896 , Москва  — 10 лютого 1979 , Москва ) — російська і радянська актриса театру і кіно.

## Біографія
Тетяна Баришева народилася 19 (31) грудня 1896 року в Москві. З 1915 по 1918 рік вона була актрисою драматичної студії при Московській філармонії. Пізніше вона також працювала в Каляєвському народному домі Москви, а також деякий час перебувала у трупі драматичного театру Володимира і Вятки. В 1945 році вона стала акторкою Театру-студії кіноактора, в якому пропрацювала до 1957 року. В Театрі-студії кіноактора Тетяну Баришеву ласкаво називали «Колобок»
Тетяна Баришева зіграла в більш, ніж 60 фільмах. Їй діставалися переважно епізодичні ролі, але завдяки комедійній майстерності вони завжди були яскравими і помітними. Насамперед вона відома за своїми ролями у фільмах «Підкидьок» (1939), «Першокласниця» (1948), «Ласкаво просимо, або Стороннім вхід заборонено» (1964) і «Королівство кривих дзеркал» (1963).
У 1977 році вона переїхала до Будинку ветеранів кіно в Москві, де й померла 10 лютого 1979 року на 83-му році життя. Похована на Міуському кладовищі.

## Фільмографія
1. 1925 — Морока — селянська дівчина
2. 1925 — Перші вогні — селянка
3. 1926 — Крила холопа — сінна дівчина
4. 1926 — Розплата — непманка
5. 1927 — Булат Батир — геній перемоги
6. 1928 — Спекотний принц — Авдотья
7. 1928 — Капітанська донька — попадя
8. 1928 — Свої й чужі — покоївка
9. 1929 — Стороння жінка — Кандиріна
10. 1930 — Державний чиновник — черниця
11. 1931 — Бомбист — покоївка
12. 1931 — Великі будні — дружина кулака
13. 1931 — Дві дороги — економка ксьондза
14. 1931 — Зрозуміла помилка — селянка-середнячка
15. 1932 — Витончене життя — повія
16. 1932 — Володар світу — сторожиха
17. 1932 — Крила — масажистка
18. 1932 — Обличчя ворога — попадя
19. 1933 — Гаррі займається політикою — праля
20. 1933 — Гаряча кров — Єгориха
21. 1933 — Конвеєр смерті — сусідка
22. 1933 — Одна радість — міщанка
23. 1933 — Чорний барак — дружина голови бараку
24. 1934 — Петербурзька ніч — провінційна актриса
25. 1934 — Приватне життя Петра Виноградова — мати Сєні
26. 1935 — Кондуїт — вчителька французької мови
27. 1935 — М'яч і серце — завідувачка дитбудинком
28. 1936 — Безприданниця — дама на вінчанні
29. 1936 — Зорі Парижа — парижанка
30. 1936 — Чарівниця — телятниця
31. 1938 — Сорочинський ярмарок — Кума
32. 1939 — Василіса Прекрасна — Парасковія, мати Меланії
33. 1939 — Дівчина з характером — дружина начальника лісозаготівлі
34. 1939 — Ніч у вересні — Софія Касьяновна, дружина інженера Соколова
35. 1939 — Підкидьок — зубна лікарка, сусідка геолога
36. 1939 — Піднята цілина — секретарка Казимира Михайловича
37. 1941 — Свинарка і пастух — колгоспниця
38. 1941 — Діло Артамонових — Барська
39. 1941 — Серця чотирьох — Журкевич, помічниця професора Єршова
40. 1944 — О 6 годині вечора після війни — мешканка будинку № 5
41. 1944 — Людина № 217 — фрау Краус
42. 1945 — Близнюки — завідувачка дитячим будинком
43. 1946 — Син полку — лікарка
44. 1947 — Сказання про землю Сибірську — відвідувачка чайної
45. 1947 — Новий дім — дружина Вишняка
46. 1948 — Першокласниця — бабуся
47. 1949 — Поїзд іде на схід — Клавдія Семенівна
48. 1949 — Костянтин Заслонов — дружина
49. 1950 — Жуковський — Аріна, прислуга Жуковських
50. 1950 — Щедре літо — Дарина Кирилівна, дружина Мусія Антоновича
51. 1953 — Сніданок у предводителя — Ганна Іллівна Каурова
52. 1955 — Синя пташка — тьотя Нюся
53. 1955 — Білий пудель — няня
54. 1956 — Людина народилася — нянечка в пологовому будинку
55. 1959 — Балада про солдата — сусідка Павлових
56. 1960 — Перше побачення — сусідка Павла Смурова
57. 1960 — Перші випробування — мати
58. 1961 — Після балу — губернаторша
59. 1963 — Королівство кривих дзеркал — бабуся Олі
60. 1964 — Ласкаво просимо, або Стороннім вхід заборонено — кухарка
61. 1964 — Морозко — сваха
62. 1968 — Вогонь, вода і… мідні труби — нянька Софіюшки

## Озвучування мультфільмів
1. 1948 — Цветик-семицветик — Бабуся
2. 1950 — Коли запалюються ялинки — Зайчиха
3. 1951 — Лісові мандрівники — Тетерка
4. 1951 — Тайгова казка — Росомаха-дружина
5. 1953 — Неслухняний кошеня — Бабуся
6. 1954 — У лісовій частіше — Барсучиха
7. 1956 — Дванадцять місяців — Мачуха
8. 1956 — Колобок — Стара
9. 1968 — Біла шкірка